# David McFadzean
David McFadzean est un producteur et scénariste américain.

## Filmographie

### Comme producteur
- 1990 : Carol & Company (série télévisée)
- 1991 : Papa bricole (Home Improvement) (série télévisée)
- 1994 : Une rue du tonnerre (en) (Thunder Alley) (série télévisée)
- 1996 : Buddies (série télévisée)
- 1997 : Un pasteur d'enfer (Soul Man) (série télévisée)
- 1998 : Costello (série télévisée)
- 2000 : Où le cœur nous mène (Where the Heart Is)
- 2000 : Ce que veulent les femmes (What Women Want)
- 2005 : Walker
- 2006 : The Theory of Everything